# Scilla albescens
Scilla albescens ist eine Pflanzenart aus der Gattung der Blausterne (Scilla) in der Familie der Spargelgewächse (Asparagaceae).

## Merkmale
Scilla albescens ist eine ausdauernde krautige Pflanze, die Wuchshöhen von 3 bis 50 Zentimeter erreicht. Dieser Geophyt bildet Zwiebeln als Überdauerungsorgane aus. Die 2 (selten bis 4) Blätter sind hell- bis dunkelgrün, rinnig, aufrecht, spitz, 1,5 bis 12 Millimeter breit und haben keinen roten Rand. Der Stängel ist ein- bis fünfblütig und nur im oberen Bereich etwas rötlich. Die Blütenhülle ist zu 1/4 miteinander verwachsen. Die inneren und äußeren Blütenblätter sind ungefähr gleich breit. Ihre Unterseite ist weiß, nur der Mittelnerv ist blassviolett gefärbt. Die Spitze der Oberseite ist blassviolett. Die Staubfäden neigen sich auseinander. Je Fruchtblatt sind 2 bis 3 Samenanlagen vorhanden.
Die Blütezeit reicht von April bis Juli.

## Vorkommen
Scilla albescens ist auf Kreta in den Regionalbezirken Rethymno, Iraklio und Lasithi endemisch. Die Art wächst auf Schneeböden, Lehmflächen, Igelpolsterheiden und in Bergwäldern in Höhenlagen von 1300 bis 2400 Meter.

## Systematik
Der Status von Scilla albescens und die Abgrenzung dieser Sippe gegenüber Scilla nana sind unklar.

## Belege
- Ralf Jahn, Peter Schönfelder: Exkursionsflora für Kreta. Verlag Eugen Ulmer, Stuttgart 1995, ISBN 3-8001-3478-0.